# 3-アミノ-5-ニトロサリチル酸
3-アミノ-5-ニトロサリチル酸 (3-Amino-5-nitrosalicylic acid) は、540nmの吸光をもつ芳香族化合物である。
3,5-ジニトロサリチル酸と還元糖を反応させて合成する。この反応では、3-ニトラート(NOO-)がアミノ基(NH2)に還元される。